# KiT CURLING CLUB
KiT CURLING CLUB（キットカーリングクラブ）は、平昌オリンピック出場経験のある平田洸介を中心に、北海道北見市で活動する社会人・学生で結成された男子カーリングチーム。
「北見の地からオリンピック金メダルへ」をスローガンに掲げ、泥臭くも全力でガッツあるプレーを実践している。北見カーリング協会所属。練習拠点はアドヴィックス常呂カーリングホール。

## 概要
2018-19シーズン
- 2018年7月、平田洸介が臼井槙吾・十鳥聡太・三浦善也と共に結成[2]。

2019-20シーズン
- 鹿野大貴が加入[3]。
- OBIHIRO ICE GOLD CUP 2019に、のちのメンバーとなる目黒良太がサポートとして出場[4]。
- シーズン終了後、鹿野大貴が就職のため退団し、2020シーズンから目黒良太が加入[5]。

2020-21シーズン
- ラグビープロコーチ・人材育成プロデューサーの二ノ丸友幸をコーチとして迎える[6][7]。

2021-22シーズン
- 北見市に縁のある北見玉ネギのキャラクター「きーたん」、「北見焼肉アイドルMeatYou」の星隈瞳とコラボレーションしたオリジナル体操「きーたんカーリング準備体操」の動画を公開[8]。
- 第41回北海道カーリング選手権で準優勝となりワイルドカード出場決定戦の出場権を獲得[9]。ワイルドカード出場決定戦で勝利し日本選手権初出場を果たす[10]。

2022-23シーズン
- 2022年6月、相田晃輔が加入[11]。
- 新型コロナウィルス陽性となった平田洸介を除くメンバーで北海道選手権に出場、優勝し日本選手権出場権獲得。本戦では平田洸介も復帰し、前年4位を上回る準優勝となった[12]。
- 2023年1月、世界車いすカーリング選手権日本代表 坂田谷 隆の所属するチーム「北見フリーグス」が「KiT CURLING CLUB」と改名し、「KiT CURLING CLUB」チェア部として活動することを発表[13]。

## 男子部

### 選手
| 2018-19 | 平田洸介 | 臼井槙吾 | 三浦善也 | 十鳥聡太 |          |
| 2019-20 | 平田洸介 | 臼井槙吾 | 三浦善也 | 鹿野大貴 |          |
| 2020-21 | 平田洸介 | 臼井槙吾 | 三浦善也 | 目黒良太 |          |
| 2021-22 | 平田洸介 | 臼井槙吾 | 三浦善也 | 目黒良太 | 小林駿汰 |
| 2022-23 | 平田洸介 | 臼井槙吾 | 三浦善也 | 目黒良太 | 相田晃輔 |
| 2023-24 | 平田洸介 | 臼井槙吾 | 三浦善也 | 目黒良太 | 相田晃輔 |
| 2024-25 | 平田洸介 | 臼井槙吾 | 三浦善也 | 目黒良太 |          |

### チーム編成
| シーズン | フォース | サード   | セカンド | リード   | リザーブ | 主な大会     |
| -------- | -------- | -------- | -------- | -------- | -------- | ------------ |
| 2018-19  | 平田洸介 | 臼井槙吾 | 十鳥聡太 | 三浦善也 |          | KICC2018     |
| 2019-20  | 平田洸介 | 臼井槙吾 | 鹿野大貴 | 三浦善也 |          | 北海道選手権 |
| 2020-21  | 平田洸介 | 臼井槙吾 | 目黒良太 | 三浦善也 |          | 北海道選手権 |
| 2021-22  | 平田洸介 | 臼井槙吾 | 目黒良太 | 三浦善也 | 小林駿汰 | JCC 2022     |
| 2022-23  | 平田洸介 | 臼井槙吾 | 目黒良太 | 三浦善也 | 相田晃輔 | JCC 2023     |
| 2023-24  | 平田洸介 | 臼井槙吾 | 目黒良太 | 三浦善也 | 相田晃輔 | JCC 2024     |
| 2024-25  | 平田洸介 | 臼井槙吾 | 目黒良太 | 三浦善也 |          |              |

- スキップは太字で表示

### スタッフ
- 小林博文 コーチ[16]

### 主な戦歴
| 大会 / シーズン | 2019–20 | 2020–21 | 2021–22 | 2022–23 | 2023–24 |
| --------------- | ------- | ------- | ------- | ------- | ------- |
| 日本選手権      |         |         | 4       | 2       | 5       |
| 北海道選手権    | 3       | 3       | 2       | 1       |         |

### 日本選手権
- 第39回（2021-22シーズン） - 4位
- 第40回（2022-23シーズン） - 準優勝
- 第41回（2023-24シーズン） - 5位

### その他
北海道カーリング選手権
- 第39回（2019-20シーズン） - 3位
- 第40回（2020-21シーズン） - 3位
- 第41回（2021-22シーズン） - 準優勝
- 第42回（2022-23シーズン） - 優勝

オホーツクブロックカーリング選手権
- 第33回（2018-19シーズン） - 予選敗退
- 第34回（2019-20シーズン） - 優勝
- 第35回（2020-21シーズン） - 準優勝
- 第36回（2021-22シーズン） - 優勝
- 第37回（2022-23シーズン） - 優勝

NHK杯カーリング選手権
- 第43回（2022-23シーズン） - 優勝

アドヴィックスカップ
- 2018年（2018-19シーズン） - 予選敗退
- 2022年（2022-23シーズン） - 3位

軽井沢国際カーリング選手権大会
- 2018年（2018-19シーズン） - 予選敗退
- 2022年（2022-23シーズン） - 4位

## 車いす部
2022年世界車いすBカーリング選手権で4位になり、3位で世界選手権に出場する予定だったドイツのチームが出場を辞退したため、繰り上がりで出場権を獲得。日本代表が世界選手権に出場するのは15年ぶりで、チームとしては初出場となるが、岩田勉は体調不良で欠場するため、札幌のチームからメンバーを追加して大会に臨む。

### 選手
- 坂田谷隆
- 柏原一大
- 松田華奈
- 岩田勉